# Samuel Mariño
Samuel Mariño (Caracas, 1993) es un sopranista venezolano, residente en Berlín.

## Biografía
Mariño nació en el seno de una familia de docentes universitarios. Al llegar la pubertad, su voz se mantuvo aguda lo que provocó que fuese víctima de acoso homofóbico, Mariño se refugió en el piano y el canto.
Se formó tres años en Venezuela y luego en Francia, donde estudió con la soprano estadounidense Barbara Bonney y ganó el premio del público como soprano en el concurso internacional para jóvenes talentos líricos en Alemania Neue Stimmen.
En 2020 lanza su primer disco, Care Pupille, con el sello Orfeo
En marzo de 2022, se anuncia la firma de un contrato con Decca Classics y en mayo de ese mismo año, lanza su álbum Sopranista, con buenas críticas.